# Eythar Gubara

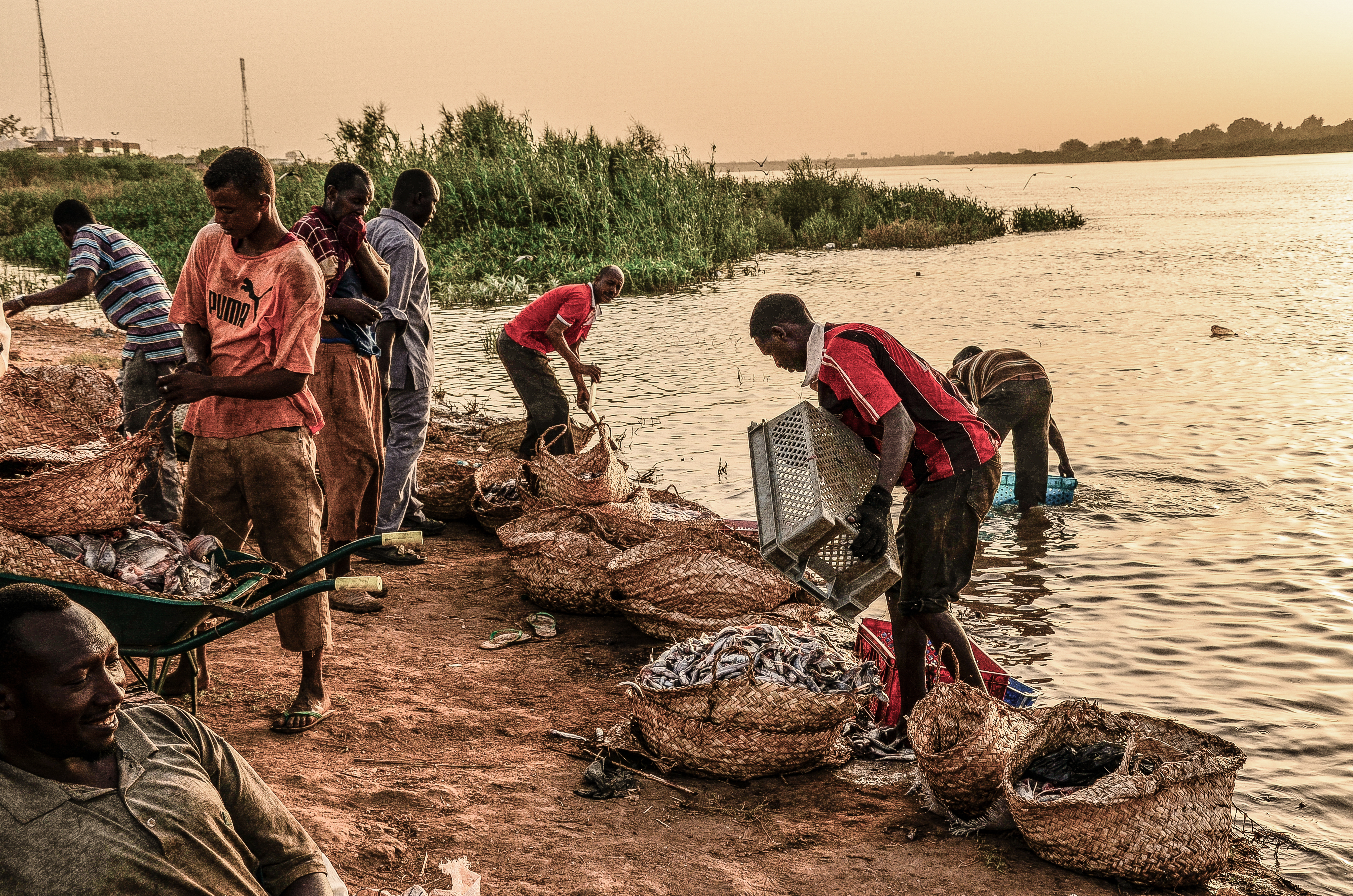
Rybaření na řece Nilu, 2014

Eythar Gubara (* 1988 v Chartúmu, Súdán ), je súdánská fotografka na volné noze a aktivistka za lidská práva. Je známá především svými dokumentárními snímky každodenního života v Súdánu a událostí během súdánské revoluce. Ve své práci kladla zvláštní důraz na obrazy žen a také na sociální rozmanitost v Súdánu.

## Životopis
Gubara se narodila v Chartúmu v Súdánu a vyrostla v Atbaře, městě asi 200 km severně od Chartúmu. Po střední škole vystudovala informatiku a pracovala jako obchodní manažerka.
Poté, co ve dvaceti letech začala jako amatérská fotografka samouk, absolvovala několik workshopů v místním německém kulturním centru – Goethe-Institut – kde se připojila k dalším súdánským fotografům, kteří rozvíjeli své technické a umělecké dovednosti. V rámci této skupiny se také zúčastnila několika výstav v Chartúmu, pořádaných německým a francouzským kulturním centrem.
Její snímky ilustrující občanskou angažovanost pro lidská práva a konkrétně genderovou nerovnost žen v Súdánu prezentovaly internetové časopisy, jako je lidskoprávní organizace Dawn MENA a Goethe-Institut Sudan. Dále Gubara vystavovala a spolupracovala jako součást týmu súdánského graffiti umělce Assila Diaba stojícího před nástěnnou malbou demonstranta zabitého během revoluce na BBC News ‚Africa Week in Pictures‘ v červenci 2019.
Od prosince 2019 žije Gubara v Německu a pokračuje ve studiu a práci fotografky na Univerzitě výtvarných umění v Hamburku s podporou stipendia. V červnu 2020 MOM Art Space v Hamburku představila její samostatnou výstavu Třetí červen, která odráží politické události v Chartúmu před masakrem v Chartúmu a také snímky lidí žijících pod bývalou súdánskou vládou.
V roce 2021 byla uvedena mezi dalšími současnými súdánskými fotografy ve francouzské knize Soudan 2019, année zéro. Tato kniha vypráví o protestech, které předcházely pádu súdánské vojenské vlády Umara al-Bašíra, přináší popisy a obrázky znázorňující různé fáze a osoby zapojené do súdánské revoluce až po zničení takzvané oblasti sit-in bezpečnostními silami dne 3. června 2019.
Fotografický festival Rencontres de la photographie v Arles v jižní Francii, který se konal od 4. července do 26. září 2021, představil výstavu o súdánské revoluci pod názvem „Thawra! ثورة Revoluce!'. Představila snímky Gubary a dalších súdánských fotografů z knihy Soudan 2019, année zéro. Gubara během tohoto festivalu vyhrála fotografickou cenu Prix de la photo Madame Figaro – Arles 2021 za svůj fotopříběh Kandakas can't be stop pro francouzský ženský magazín Madame Figaro, což obnášelo zakázku na módní fotografický editoriál pro časopis. Její snímky senegalské modelky Samb Fatou byly publikovány v prvním vydání časopisu v roce 2022.
Ve spolupráci s Mezinárodním filmovým festivalem a Fórem o lidských právech (FIFDH) pozvalo Mezinárodní muzeum Červeného kříže a Červeného půlměsíce v Ženevě Gubaru na masterclass diskusi na téma Gender & Diversity dne 8. března 2022.

## Galerie

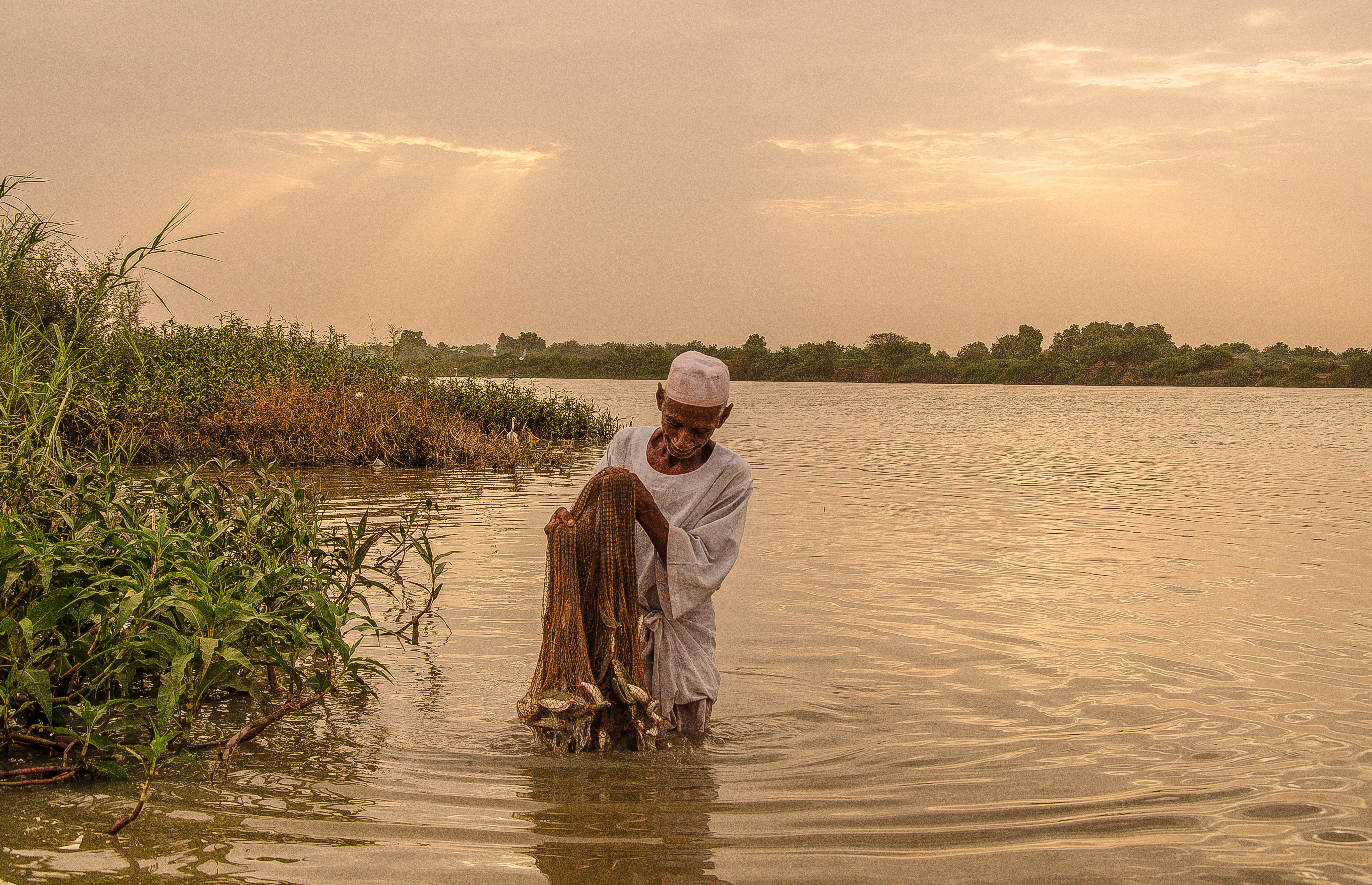
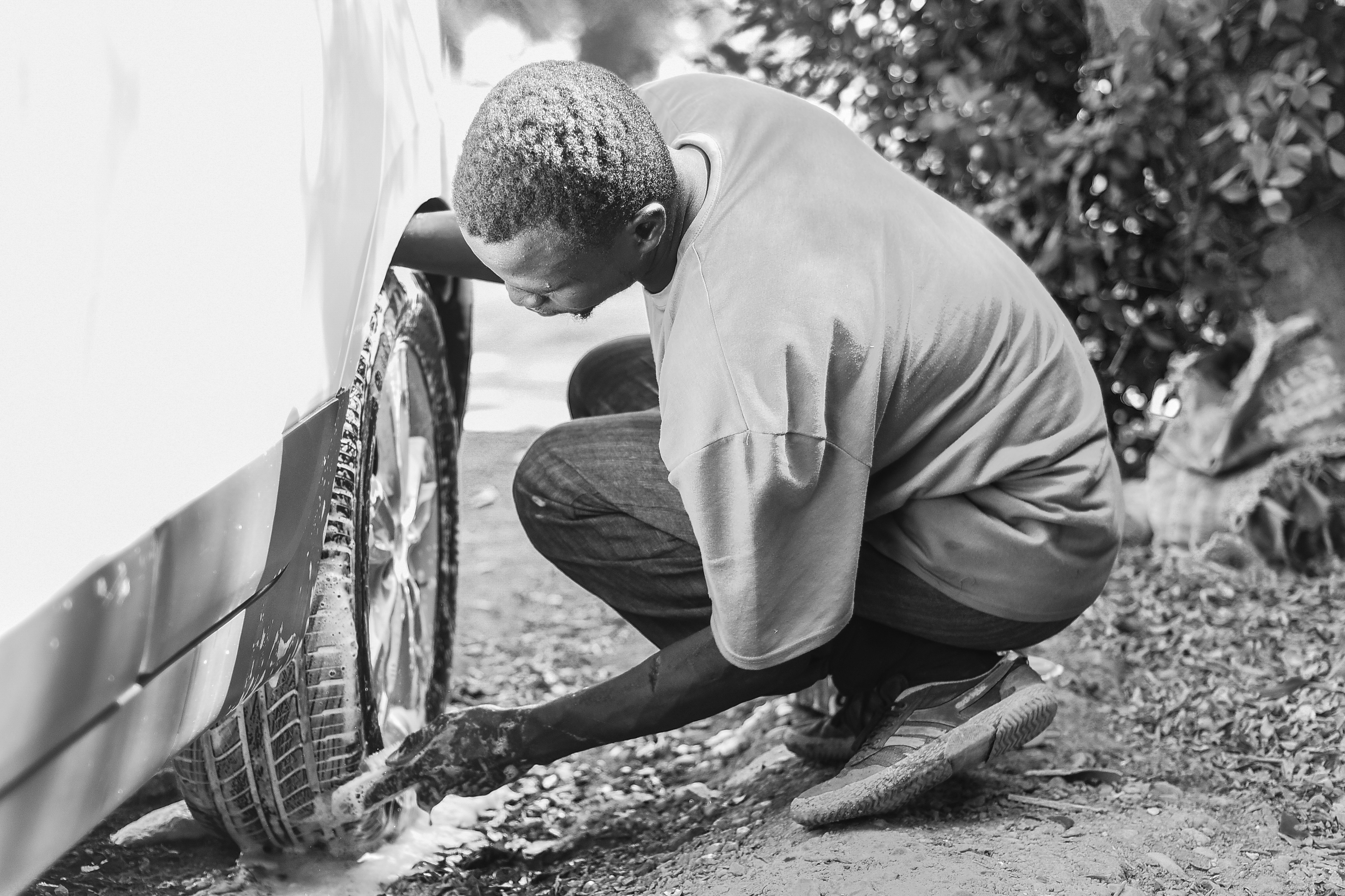